# صخره‌ماهی ستاره‌ای

## ویژگی ها
صخره‌ماهی ستاره‌ای (نام علمی: Sebastes constellatus) نام یک گونه از سرده صخره‌ماهی است.

بدنه سرخ مایل به قرمز است که طولانی، قوی و سنگین است و به سمت دم حرکت می کند. سر به نسبت در نمای مشخص شده است و دهان بزرگ است و فک پایین تر از دهانه بسته است و فقط کمی فراتر از فک بالا است. بدن نارنجی قرمز است و با لکه های سفید سفید پوشیده شده است. چهار یا پنج لکه سفید سفید در پشت وجود دارد. این یک ماهی بسیار متمایز است که به راحتی با ماهی های دیگر شناخته نمی شود.